# ナディア・カルビニョ
ナディア・カルビニョ・サンタマリア（Nadia Calviño Santamaría、1968年10月3日 - ）は、スペイン・ア・コルーニャ出身の経済学者。2021年7月12日から2023年12月29日まで第2次サンチェス内閣の第1副首相と経済・デジタル変革大臣を務めた。スペイン語・英語・フランス語・ドイツ語・ガリシア語を話すことができる。4子の母親である。

## 経歴

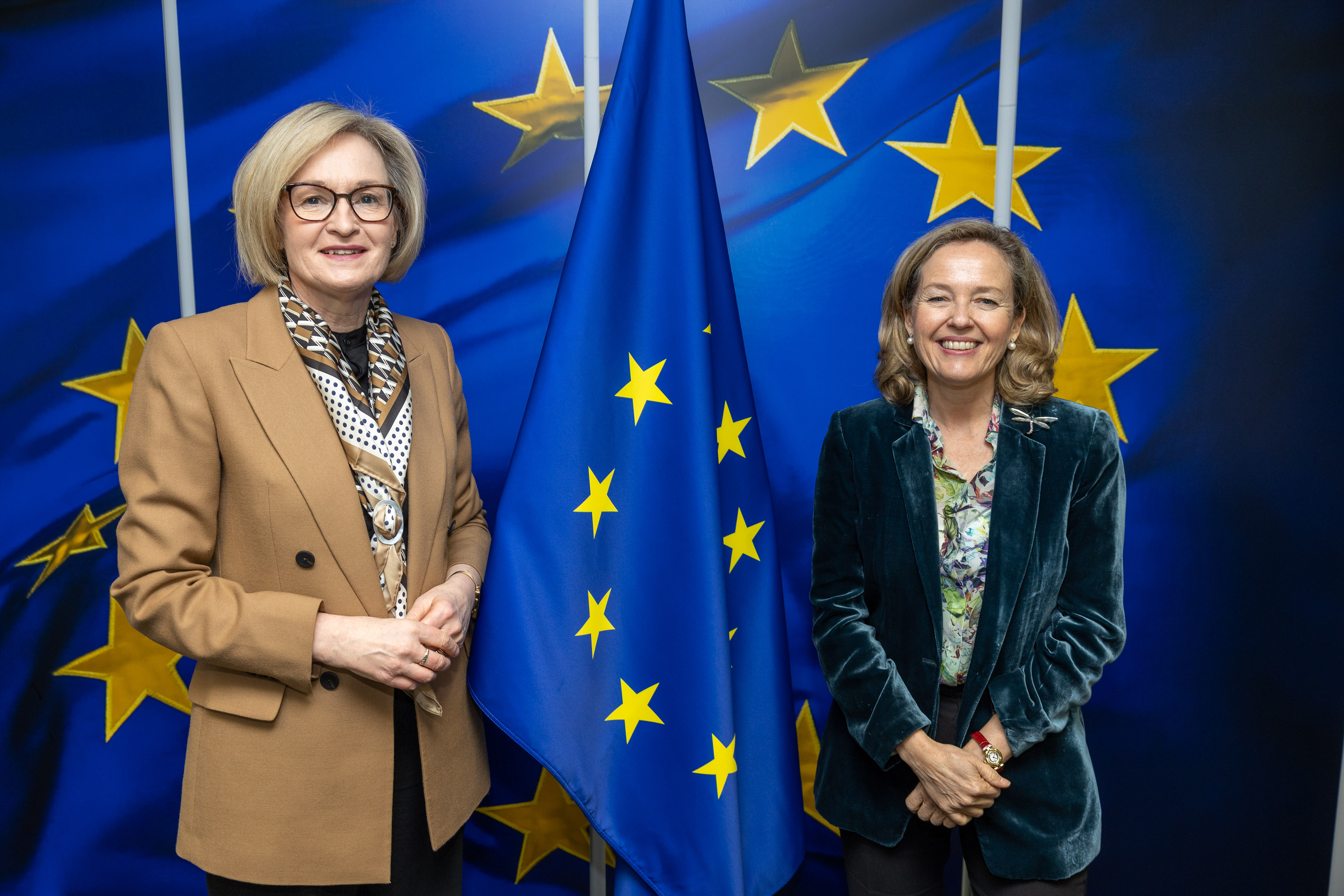
欧州委員会委員のメイリード・マクギネスと（2023年3月13日）

父親のホセ・マリア・カルビニョはラジオ・テレビシオン・エスパニョーラの局長。1991年にマドリード・コンプルテンセ大学で経済学の学位を取得し、2001年にスペイン国立通信教育大学で法学の学位を取得した。
2014年から2018年まで、ギュンター・エッティンガーの指揮下で、欧州委員会予算総局長を務めた。2018年にスペイン社会労働党(PSOE)のペドロ・サンチェスがスペインの首相に就任すると、モンテロは第1次サンチェス内閣の経済・企業大臣に就任した。
2020年1月13日に第2次サンチェス内閣が発足した際には第3副首相に就任した。2021年3月31日には第3副首相を退任し、経済・デジタル変革大臣と第2副首相に就任した。
2021年7月12日に内閣改造が行われた際には第2副首相を退任し、経済・デジタル変革大臣との兼任で第1副首相に就任した。
2023年8月に次期欧州投資銀行総裁に指名されたため、2023年12月29日に第一副首相を退任。翌年1月1日、欧州投資銀行総裁に就任。